# Lyellia platycarpa
Lyellia platycarpa là một loài Rêu trong họ Polytrichaceae. Loài này được Cardot & Thér. mô tả khoa học đầu tiên năm 1927.